# Den Store Havfrue
Den Store Havfrue er en 14 ton og 4 meter høj skulptur, bestilt af Peter Bech, udført i Kina i kinesisk granit. Den blev i 2006 rejst over for skulpturen Isbjørn med unger på Langeliniekajen. I 2018 blev skulpturen flyttet til Dragør Fort.